# Librerie delle donne in Italia
Le Librerie delle donne sono librerie gestite da donne nate negli anni '70 caratterizzate dall'impegno culturale e politico nel movimento femminista ed affiancate da attività commerciale.

## Storia
Dagli anni Sessanta del secolo scorso, in Italia, in Francia, Gran Bretagna, Nord Europa, negli USA, Canada, Australia si formano gruppi di donne che creano occasioni e luoghi di elaborazione autonoma: i movimenti femministi detti della seconda ondata divennero di nuovo protagonisti della scena politica nei paesi occidentali. Le librerie generaliste, anche le più fornite e attente all'attualità, tenevano pochi titoli di scrittrici e in qualche caso una piccola sezione di libri femministi e qualche periodico. Non fornivano la gamma esistente che era sempre più vasta.
Le librerie femministe sono emerse in questo contesto come spazi per la nascente editoria femminista, non solo per l'acquisto di libri, ma anche per la costruzione di comunità per donne, femministe e lesbiche e più in generale come parte del crescente movimento femminista della metà del XX secolo. Ognuna autonoma, ma in relazione tra loro, offrono tuttora una selezione editoriale altrimenti poco visibile e ancora non facilmente reperibile. Queste librerie indipendenti erano gestite spesso collettivamente in forme societarie di cooperative con consigli di amministrazione di donne in una struttura non gerarchica. Questo era un modello di business anticapitalista in linea con la convinzione delle femministe della seconda ondata che fosse necessario un cambiamento di sistema per creare un cambiamento significativo nella vita delle donne. 
Oggi i movimenti femministi si incontrano con le teorie queer e le culture lgbtqia+ e nascono realtà a sostegno della loro diffusione .

## Italia
Nel 1973 l'Associazione La Maddalena fondata a Roma da Dacia Maraini, Maricla Boggio, Adele Cambria, Lù (Anna Maria) Leone e poche altre artiste, apre la libreria delle donne Maddalena Libri oltre al Teatro La Maddalena e la rivista Effe nella sede di una ex tipografia .  La prima libreria aperta sulla strada, come vero negozio fu quella di Milano, aperta nel 1975. Si ispirava all’esempio della Librairie des femmes della Rue des Saints-Pères a Parigi , che una delle fondatrici, Lia Cigarini, conosceva bene. La libreria milanese è tuttora attiva con anche una ricca produzione editoriale e un sito web. Dopo Milano, via via librerie delle donne aprono in altre città con impostazioni simili: Roma, Torino, Cagliari, Genova, Bologna, Firenze, ecc. 
Alcune sono tuttora attive come librerie, altre hanno chiuso o in molti casi cambiato tipo di attività e spesso forma societaria, diventando associazioni.

## Sedi
Attive
- Bologna - Alta Marea  aperta dal 1996 è gestita da un’associazione di donne e succede alla precedente libreria delle donne Librellula che era stata aperta dal 1977 da donne dei collettivi femministi bolognesi [8]. Nella sede si trova il fondo archivistico inventariato e catalogato in SIUSA[9]
- Carbonia - Lilith nasce nel 1984 dall'idea di un gruppo di amiche amanti della lettura che hanno costituito una cooperativa[10]
- Milano - Libreria delle donne aperta nel 1975 in via Dogana, gestita da una cooperativa[11]. Pubblica riviste e testi. Ha un fondo archivistico corrente e uno storico. Quello dal 1974 al 1997 è depositato e inventariato presso la Fondazione Badaracco di Milano[12][13]
- Padova - Lìbrati  aperta dal 2014 dal gruppo di donne che dal 2009 curava il blog www.femminileplurale.wordpress.com e dove ha sede anche la Scuola di scrittura Virginia Woolf[14].
- Roma - Libreria Tuba aperta dal 2007. Tuba è anche bar[15].

Cessate
- Cagliari - La libreria delle donne La tarantola è stata aperta dal 1978 al 1985 in via Lanusei 15 a Cagliari, gestita da una cooperativa. Chiude nel 1986 e si trasforma in casa editrice e centro di documentazione, tuttora molto attivo[16]
- Firenze -  La libreria delle donne di Firenze è stata aperta dal 1979 al 2018 in via Fiesolana 2B a Firenze ed era gestita da una cooperativa[17]. Nella storica sede opera dal 2012 l’Associazione Fiesolana 2B, che dal 2019 ha inaugurato una biblioteca femminista[18]. Il materiale archivistico è in gran parte consultabile e si trova presso l'Archivio storico comunale di Firenze[19], la Biblioteca delle Oblate e l'Associazione.[20]
- Genova - Libreria Lilith,  attiva tra la fine degli anni ’70 e i primi anni ‘80[21].
- Padova - Libreria delle donne attiva tra la fine degli anni ’70 e i primi anni ‘80
- Pisa - La Luna attiva tra il 1983 e il 1985 con un centro di documentazione. La Associazione Casa della Donna apre nel 1990 con alcune delle libraie e altre donne. Eredita libri e documenti della libreria che formano il primo nucleo dell’attuale biblioteca-archivio[22][23].
- Roma - Maddalena Libri aperta nel 1973, chiude alla fine del ‘77. Nei suoi locali viene aperta la biblioteca circolante di Effe [24].
- Roma - Al tempo ritrovato è stata aperta nel 1977 in Piazza Farnese[25]. Nel 1996 si trasferisce in via de’ Fienaroli 31/E, uno spazio grande condiviso con la redazione e la biblioteca di DWF. Chiude nel 2004. Notizie si trovano nel sito di Archivia: Archivi, Biblioteche, Centri di documentazione delle donne[26]
- Torino - Libreria delle donne,  attiva dal 1977 al 1981 in Largo Montebello 40F[27][28].